# Heuliez GX137
L'Heuliez GX137 è un midibus francese prodotto a partire dal 2014.

## Progetto
Il GX137 viene presentato a Bordeaux nel novembre 2013. Il nuovo modello nasce sulla base del precedente GX127, nell'ambito della gamma Access'bus proposta dal costruttore francese, in occasione del passaggio alla normativa Euro 6. Come il predecessore, è proposto in versione normale (9.5 metri) e L (10,7); quest'ultima compete sul mercato con l'Iveco Urbanway 10, posizionandosi più in alto per qualità e finiture.

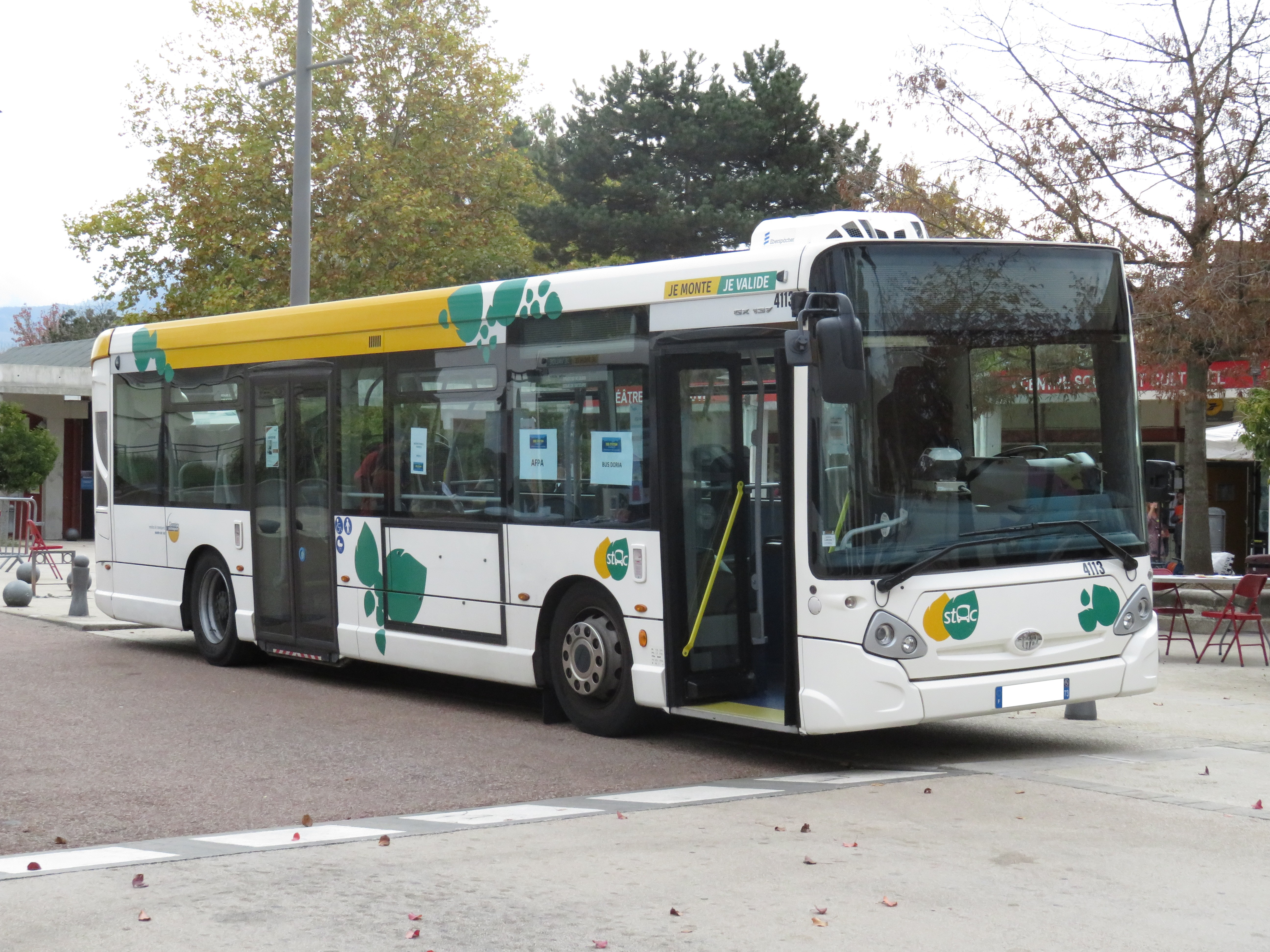
GX137 L di STAC Chambery

## Tecnica
Il GX137 è disponibile esclusivamente con il motore Iveco Tector 7 da 6.728 cm3, nelle tarature da 250 e 286 cavalli, abbinata la prima ad un cambio Voith 4 marce e la seconda allo ZF EcoLife da 6 marce.
Come già accennato, è disponibile in allestimento urbano nelle lunghezze da 9,5 e 10,7 metri, con due o tre porte; è disponibile una grande quantità di optional, dalla pedana per salita disabili al condizionatore, fino al sistema di illuminazione interno Lampa'bus e alle vetrate supplementari.

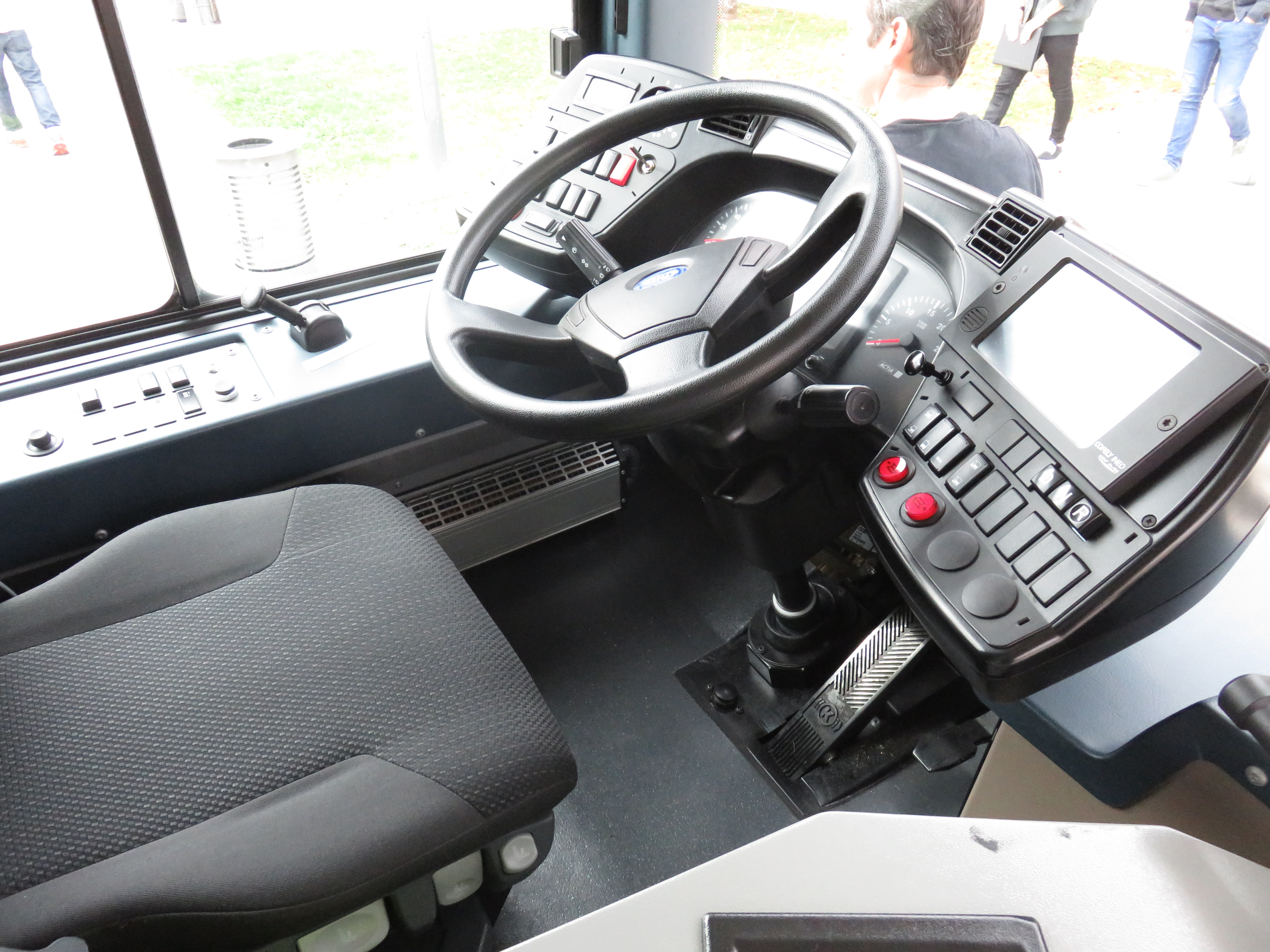
Cruscotto di un GX137

## Versioni
Ecco un riepilogo delle versioni prodotte:

### GX137
- Lunghezza: 9,5 metri
- Allestimento: Urbano
- Alimentazione: Gasolio
- Posti: fino a 70

### GX137 L
- Lunghezza: 10,7 metri
- Allestimento: Urbano
- Alimentazione: Gasolio
- Posti: fino a 90

## Diffusione
L'Heuliez GX137 svolge tuttora servizio in alcune città francesi. In Italia è attualmente presente presso AMTAB Bari, Trieste Trasporti, ATAM Reggio Calabria, APT Gorizia, AMT  Genova e KYMA Mobilità Taranto.